# تصفيات بطولة أمم أوروبا 2016 المجموعة ج

تظهر هذه الصفحة ترتيب ونتائج المجموعة C من مسابقة تصفيات بطولة أمم أوروبا لكرة القدم 2016.
جبل طارق وضع في البداية في هذه المجموعة، غير أنه تم آلياً تحويله للمجموعة الموالية وهي الرابعة بسبب عدم رغبته وإسبانيا في اللعب سوباً بسبب وضع جبل طارق المتنازع عليه.

## الترتيب
| م | الفريق    | لعب | ف | ت | خ | أ.له | أ.ع | أ.ف | نقاط | التأهل                     |     | إسبانيا | سلوفاكيا | أوكرانيا | بيلاروس | لوكسمبورغ | مقدونيا الشمالية |
| - | --------- | --- | - | - | - | ---- | --- | --- | ---- | -------------------------- | --- | ------- | -------- | -------- | ------- | --------- | ---------------- |
| 1 | إسبانيا   | 10  | 9 | 0 | 1 | 23   | 3   | +20 | 27   | تأهل إلى المسابقة النهائية |     | —       | 2–0      | 1–0      | 3–0     | 4–0       | 5–1              |
| 2 | سلوفاكيا  | 10  | 7 | 1 | 2 | 17   | 8   | +9  | 22   | تأهل إلى المسابقة النهائية |     | 2–1     | —        | 0–0      | 0–1     | 3–0       | 2–1              |
| 3 | أوكرانيا  | 10  | 6 | 1 | 3 | 14   | 4   | +10 | 19   | تقدم إلى الملحق            |     | 0–1     | 0–1      | —        | 3–1     | 3–0       | 1–0              |
| 4 | بيلاروس   | 10  | 3 | 2 | 5 | 8    | 14  | −6  | 11   |                            |     | 0–1     | 1–3      | 0–2      | —       | 2–0       | 0–0              |
| 5 | لوكسمبورغ | 10  | 1 | 1 | 8 | 6    | 27  | −21 | 4    |                            | 0–4 | 2–4     | 0–3      | 1–1      | —       | 1–0       |                  |
| 6 | مقدونيا   | 10  | 1 | 1 | 8 | 6    | 18  | −12 | 4    |                            | 0–1 | 0–2     | 0–2      | 1–2      | 3–2     | —         |                  |

## المباريات
أصدر اليويفا جدول المباريات تزامناً مع يوم انعقاد القرعة في 23 فبراير 2014 في نيس. الأوقات حسب ت وأ/ت وأ ص كما هو موضح من قبل اليويفا: ت ع م+1 للمباريات من 27–28 مارس 2015 وجميع المباريات في نوفمبر، وت ع م+2 لمباريات يوم 29 مارس 2015 وجميع المباريات في يونيو، سبتمبر، وأكتوبر (الأوقات المحلية هي بين قوسين).
| لوكسمبورغ              | 1–1   | بيلاروس                |
| ---------------------- | ----- | ---------------------- |
| - لارس كروغ غيرسون 42' | تقرير | - ستانيسلاف دراهون 78' |

| إسبانيا | 5–1   | مقدونيا                    |
| --- | ----- | -------------------------- |
| - سيرخيو راموس 16' (ركلة.) - باكو ألكاسير 17' - سيرجيو بوسكيتس 45+3' - دافيد سيلفا 50' - بيدرو رودريغيز 90+1' | تقرير | - آغيم إبرايمي 28' (ركلة.) |

| أوكرانيا | 0–1   | سلوفاكيا        |
| -------- | ----- | --------------- |
|          | تقرير | - روبرت ماك 17' |

| بيلاروس | 0–2   | أوكرانيا                                                    |
| ------- | ----- | ----------------------------------------------------------- |
|         | تقرير | - ألياكساندر مارتينوفيتش 82' (ه.ذ.) - سيرهي سيدورتشوك 90+3' |

| مقدونيا                                                                          | 3–2   | لوكسمبورغ                             |
| -------------------------------------------------------------------------------- | ----- | ------------------------------------- |
| - ألكساندر ترايكوفسكي 20' - أديس ياهوفيتش 66' (ركلة.) - بيسارت عبد الرحيمي 90+2' | تقرير | - ستيفانو بينسي 39' - دافيد توربل 44' |

| سلوفاكيا                                | 2–1   | إسبانيا            |
| --------------------------------------- | ----- | ------------------ |
| - يوراي كوتسكا 17' - ميروسلاف ستوتش 87' | تقرير | - باكو ألكاسير 82' |

| أوكرانيا                | 1–0   | مقدونيا |
| ----------------------- | ----- | ------- |
| - سيرهي سيدورتشوك 45+2' | تقرير |         |

| بيلاروس               | 1–3    | سلوفاكيا                                         |
| --------------------- | ------ | ------------------------------------------------ |
| - تيموفي كالاتشيف 79' | Report | - ماريك هامشيك 65'، 84' - ستانيسلاف شيستاك 90+1' |

| لوكسمبورغ | 0–4    | إسبانيا                                                                  |
| --------- | ------ | ------------------------------------------------------------------------ |
|           | Report | - دافيد سيلفا 27' - باكو ألكاسير 42' - دييغو كوستا 69' - جوان بيرنات 88' |

| لوكسمبورغ | 0–3    | أوكرانيا                         |
| --------- | ------ | -------------------------------- |
|           | Report | - أندري يارمولينكو 33'، 53'، 56' |

| مقدونيا | 0–2   | سلوفاكيا                            |
| ------- | ----- | ----------------------------------- |
|         | تقرير | - يوراي كوتسكا 25' - آدم نيميتس 38' |

| إسبانيا                                               | 3–0   | بيلاروس |
| ----------------------------------------------------- | ----- | ------- |
| - إيسكو 18' - سيرجيو بوسكيتس 19' - بيدرو رودريغيز 55' | تقرير |         |

| مقدونيا                  | 1–2   | بيلاروس                                      |
| ------------------------ | ----- | -------------------------------------------- |
| - ألكساندر ترايكوفسكي 9' | تقرير | - تيموفي كالاتشيف 44' - سيرغي كورنيلينكو 82' |

| سلوفاكيا                                                | 3–0    | لوكسمبورغ |
| ------------------------------------------------------- | ------ | --------- |
| - آدم نيميتس 10' - فلاديمير فايس 21' - بيتر بيكاريك 40' | Report |           |

| إسبانيا             | 1–0   | أوكرانيا |
| ------------------- | ----- | -------- |
| - ألفارو موراتا 28' | تقرير |          |

| أوكرانيا                                                       | 3–0   | لوكسمبورغ |
| -------------------------------------------------------------- | ----- | --------- |
| - أرتيم كرافيتس 49' - دينيس هارماش 57' - يفهين كونوبليانكا 86' | تقرير |           |

| بيلاروس | 0–1   | إسبانيا           |
| ------- | ----- | ----------------- |
|         | تقرير | - دافيد سيلفا 45' |

| سلوفاكيا                              | 2–1   | مقدونيا           |
| ------------------------------------- | ----- | ----------------- |
| - كورنيل سالاتا 8' - ماريك هامشيك 38' | تقرير | - آرييان آدمي 69' |

| لوكسمبورغ             | 1–0   | مقدونيا |
| --------------------- | ----- | ------- |
| - سباستيتان تيل 90+2' | تقرير |         |

| أوكرانيا                                                                  | 3–1   | بيلاروس                        |
| ------------------------------------------------------------------------- | ----- | ------------------------------ |
| - أرتيم كرافيتس 7' - أندري يارمولينكو 30' - يفهين كونوبليانكا 40' (ركلة.) | تقرير | - سيرغي كورنيلينكو 62' (ركلة.) |

| إسبانيا                                      | 2–0   | سلوفاكيا |
| -------------------------------------------- | ----- | -------- |
| - جوردي ألبا 5' - أندريس إنييستا 30' (ركلة.) | تقرير |          |

| بيلاروس                      | 2–0   | لوكسمبورغ |
| ---------------------------- | ----- | --------- |
| - ميخائيل غورديتشوك 34'، 62' | تقرير |           |

| مقدونيا | 0–1   | إسبانيا                    |
| ------- | ----- | -------------------------- |
|         | تقرير | - تومه باتشوفسكي 8' (ه.ذ.) |

| سلوفاكيا | 0–0   | أوكرانيا |
| -------- | ----- | -------- |
|          | تقرير |          |

| مقدونيا | 0–2   | أوكرانيا                                          |
| ------- | ----- | ------------------------------------------------- |
|         | تقرير | - يفهين سيليزنيوف 59' (ركلة.) - أرتيم كرافيتس 87' |

| سلوفاكيا | 0–1   | بيلاروس                |
| -------- | ----- | ---------------------- |
|          | تقرير | - ستانيسلاف دراهون 34' |

| إسبانيا                                          | 4–0   | لوكسمبورغ |
| ------------------------------------------------ | ----- | --------- |
| - سانتي كازورلا 42'، 85' - باكو ألكاسير 67'، 80' | تقرير |           |

| بيلاروس | 0–0   | مقدونيا |
| ------- | ----- | ------- |
|         | تقرير |         |

| لوكسمبورغ                                       | 2–4   | سلوفاكيا                                                   |
| ----------------------------------------------- | ----- | ---------------------------------------------------------- |
| - ماريو موتش 61' - لارس كروغ غيرسون 65' (ركلة.) | تقرير | - ماريك هامشيك 24'، 90+1' - آدم نيميتس 29' - روبرت ماك 30' |

| أوكرانيا | 0–1   | إسبانيا                  |
| -------- | ----- | ------------------------ |
|          | تقرير | - ماريو غاسبار بيريز 22' |

## روابط خارجية
- مرحلة تصفيات بطولة أمم أوروبا لكرة القدم 2016 مجموعة C